# Humanes (kommunhuvudort)
Humanes är en kommunhuvudort i Spanien.   Den ligger i provinsen Provincia de Guadalajara och regionen Kastilien-La Mancha, i den centrala delen av landet, 60 km nordost om huvudstaden Madrid. Humanes ligger 746 meter över havet och antalet invånare är 1 305.
Terrängen runt Humanes är platt söderut, men norrut är den kuperad. Runt Humanes är det ganska tätbefolkat, med 72 invånare per kvadratkilometer. Närmaste större samhälle är Marchamalo, 18,1 km söder om Humanes. Trakten runt Humanes består till största delen av jordbruksmark.